# Mâl (geologie)
Mâl se numește un pământ argilos, cu granulație fină, format din particule de substanțe minerale și vegetale, acumulat pe marginea ori pe fundul unei ape sau pe terenuri inundabile. Acest pământ noroios, aluvionar, format sub acțiunea apei, mai poartă și denumirea de nămol.
Mâlul din carbonat de calciu microcristalin poartă denumirea de micrit sau noroi cleios.
Depunerile masive de mâl duc la colmatarea bazinelor de apă.